# ウィリアム・ジョセフ・ブラスコヴィッチ
- ウィリアム・ジョセフ "B.J." ブラスコビッチ

ウィリアム・ジョセフ"B.J."ブラスコヴィッチ（William Joseph "B.J." Blazkowicz）は、id Software及びベセスダ・ソフトワークスが開発・発売しているWolfensteinシリーズに登場する架空の人物。

## 略歴
1911年8月、ポーランド系アメリカ人の父リップ・ブラスコヴィッチとユダヤ系アメリカ人の母ゾフィア・ブラスコヴィッチの間に生まれ、メスキート近郊で育つ。
第二次世界大戦中、ブラスコヴィッチは第75レンジャー連隊で訓練を受け、米国秘密諜報局（O.S.A.）の工作員としてスカウトされた。ナチス・ドイツの超常現象部によって行われているカルト的活動の噂を調査するために派遣された。
旧シリーズでは、第二次世界大戦後、彼は祖父の名からとったアーサーという息子を授かる。
2014年から始まった新シリーズでは、妻のアーニャとの間に双子のジェスとソフという娘を授かっている。

### ゲームでの描写
初登場は1992年の『Wolfenstein 3D』から。本項では、id Softwareから発売されたものを旧シリーズ、ベセスダ・ソフトワークスから発売されたものを新シリーズとする。

#### 旧シリーズ
発売日順に紹介する。
1992年発売の『Wolfenstein 3D』では、ドイツのバイオ化学戦争研究プログラムのリーダーを暗殺し、最終的にアドルフ・ヒトラーを殺している。
同年発売で前作の前日譚に当たる『Spear of Destiny』では、ベルサイユ宮殿からナチスによって盗まれた運命の槍を取り戻し、死の天使を召喚するナチスの計画を破った。ブラスコヴィッチはここでナチスの人造人間計画について知ることとなる。
2001年発売の『Return to Castle Wolfenstein』では、ヴィルヘルム・ストラッセ親衛隊大将（通称:デスヘッド）を抹殺するため、ウルフェンシュタイン城へ潜入する。
2009年の『Wolfenstein』では、復活した第四帝国の強力で強大なエネルギーをブラック・サン・ディメンションと呼ばれる並行世界から奪い返すために戦う。

#### 新シリーズ
時系列順に紹介する。
2015年発売の『Wolfenstein: The Old Blood』では、1946年、第二次世界大戦でナチス・ドイツに苦戦を強いられていた連合国軍の命により、O.S.A.の工作員としてウルフェンシュタイン城へ潜入した。その際、本来の目的であるデスヘッドの拠点を示す座標を入手するだけでなく、ナチス親衛隊超常科学局のヘルガ・フォン・シャーブスが企てた計画を阻止した。
2014年発売の『Wolfenstein: The New Order』では、1946年、デスヘッドの拠点を襲撃した際に頭部に重傷を負って植物人間となり、1960年までの14年間、後の妻となるアーニャ・オリヴァが勤める保護施設に収容されていた。ナチスが全世界を征服する直前に植物状態から目を覚まし、ナチスに対抗するレジスタンス「クライソーサークル」に加わった。ナチスとの激闘の末、デスヘッドの抹殺に成功する。
2017年発売の『Wolfenstein II: The New Colossus』では、ナチスから国土であるアメリカを奪還するために、新たにマンハッタンやニューオーリンズのレジスタンス達を「クライソーサークル」に引き入れ、第二次アメリカ独立革命を実現している。その際、ナチスの中でトップクラスの士官であるフラウ・エンゲルを抹殺している。また、妻のアーニャとの間に双子のとジェスとソフという娘を授かっている。